# Necrosciinae
A Necrosciinae a rovarok (Insecta) osztályának a botsáskák (Phasmatodea) rendjébe, ezen belül a Diapheromeridae családjába tartozó alcsalád.

## Rendszerezés
Az alcsaládba az alábbi nemek és fajok tartoznak:
- Acacus
- Acanthophasma
  - Acanthophasma varium
- Anarchodes
- Anasceles
  - Anasceles divergens
- Asceles
- Aschiphasmodes
  - Aschiphasmodes ascepasmoidea
- Asystata
  - Asystata brevipes
- Austrosipyloidea
  - Austrosipyloidea carterus
- Baculofractum
- Calvisia
- Candovia
- Centrophasma
- Cornicandovia
  - Cornicandovia australica
- Diacanthoidea
- Diangelus
- Diardia
- Diesbachia
- Galactea
- Gargantuoidea
- Hemiplasta
- Hemisosibia
- Lamachodes
  - Lamachodes laevis
- Leprocaulinus
- Lobonecroscia
- Lopaphus
- Loxopsis
- Malandella
- Marmessoidea
- Megalophasma
- Meionecroscia
- Mesaner
- Micadina
- Moritasgus
- Necroscia
- Neoclides
- Neososibia
- Nescicroa
- Orthonecroscia
- Orxines
- Otraleus
- Oxyartes
- Pachyscia
- Paradiacantha
- Paraloxopsis
- Paramenexenus
- Paranecroscia
- Paraprosceles
- Parasinophasma
- Parasipyloidea
- Parasosibia
- Parastheneboea
- Paroxyartes
- Phaenopharos
- Platysosibia
- Pomposa
- Pseudodiacantha
- Rhamphosipyloidea
- Scionecra
- Sinophasma
- Sipyloidea
- Sosibia
- Spinosipyloidea
- Syringodes
- Tagesoidea
- Thrasyllus
- Trachythorax